# St. Hilaire (Minnesota)
St. Hilaire es una ciudad ubicada en el condado de Pennington en el estado estadounidense de Minnesota. En el Censo de 2010 tenía una población de 279 habitantes y una densidad poblacional de 128,85 personas por km².

## Geografía
St. Hilaire se encuentra ubicada en las coordenadas 48°0′47″N 96°12′49″O / 48.01306, -96.21361. Según la Oficina del Censo de los Estados Unidos, St. Hilaire tiene una superficie total de 2.17 km², de la cual 2 km² corresponden a tierra firme y (7.42%) 0.16 km² es agua.

## Demografía
Según el censo de 2010, había 279 personas residiendo en St. Hilaire. La densidad de población era de 128,85 hab./km². De los 279 habitantes, St. Hilaire estaba compuesto por el 97.85% blancos, el 0% eran afroamericanos, el 1.08% eran amerindios, el 0% eran asiáticos, el 0% eran isleños del Pacífico, el 0.72% eran de otras razas y el 0.36% pertenecían a dos o más razas. Del total de la población el 1.43% eran hispanos o latinos de cualquier raza.